# Dalia Grybauskaitė
Dalia Grybauskaitė (Vilna, 1 de marzo de 1956) es una política lituana. Fue la presidenta de Lituania desde 2009 hasta 2019, lo que la convierte en la primera mujer que ostenta la jefatura de Estado de ese país.
Se licenció en Economía por la Universidad Estatal de Leningrado en 1983 y cinco años más tarde obtuvo el doctorado por la Academia de Ciencias de Rusia. Después de la independencia lituana, pudo viajar a Estados Unidos para estudiar relaciones internacionales por la Escuela Edmund A. Walsh de la Universidad de Georgetown. Posteriormente ocupó varios cargos de responsabilidad en la administración lituana, bajo un perfil tecnócrata sin adscripción política, hasta que el primer ministro Algirdas Brazauskas le confió el ministerio de Finanzas desde 2001 hasta 2004.
Cuando Lituania se adhirió en 2004 a la Unión Europea, el gobierno le confiaría el puesto titular lituano de comisaria europea, primero como responsable de Educación, Cultura, Multilingüismo y Juventud (Comisión Prodi) y luego al frente de Programación Financiera y Presupuestos durante cinco años (Comisión Barroso).
En 2009 se proclamó vencedora de las elecciones presidenciales para sustituir a Valdas Adamkus, y ha sido reelegida en 2014 para un segundo mandato. Su presidencia se ha caracterizado por la adopción de medidas de austeridad para solventar la crisis económica de 2008, un mayor acercamiento a la Unión Europea, tensiones diplomáticas con Rusia y la adopción del euro.

## Biografía
Dalia Grybauskaitė nació el 1 de marzo de 1956 en Vilna, Lituania (en aquella época, parte de la Unión Soviética), en una familia de clase trabajadora. Cursaría la educación básica en el gimnasio Salomėja Nėris de Vilna, compaginando los últimos cursos con un empleo administrativo en la Orquesta Filarmónica de Lituania. En 1983 se licenció en Economía por la Universidad Estatal de Leningrado (actual San Petersburgo, Rusia), y completaría su formación en 1988 con un doctorado en Ciencias Económicas y Sociales por la Academia de Ciencias de Rusia.
Grybauskaitė es aficionada al deporte; de joven jugaba al baloncesto y en EE. UU. llegó a practicar karate durante un año.
Domina tres idiomas: lituano, ruso e inglés, y tiene nociones básicas de francés y polaco. No está casada ni ha tenido hijos.
En 2013 fue galardonada con el Premio Carlomagno por su aportación al desarrollo de la Unión Europea.

## Trayectoria política
De joven tuvo que militar en el Partido Comunista de Lituania (LKP) para iniciar su trayectoria de burócrata, primero en la Academia de Ciencias de Lituania y después como profesora en el Departamento de Economía Política del partido.
Después de que el LKP rompiese con el PCUS durante la revolución cantada, Dalia se marchó al departamento científico del Instituto de Economía de Vilna. Un año más tarde viajaría a Washington D. C., Estados Unidos, para estudiar relaciones internacionales por la Escuela Edmund A. Walsh de Servicio Exterior de la Universidad de Georgetown. Nada más completarlo se puso al servicio del nuevo cuerpo diplomático de Lituania, que había proclamado la reinstauración de su independencia en 1991.
Ya en la Lituania independiente, estuvo trabajando como funcionaria pública en diferentes departamentos del gobierno lituano, bajo un perfil tecnócrata sin adscripción política; primero en el ministerio de Relaciones Económicas Exteriores (1991-1993) y luego en el ministerio de Exteriores (1993-1996), donde negociaría con éxito la firma del tratado de libre comercio con la Unión Europea y del Acuerdo Europeo de Asociación. Desde 1996 hasta 1999 fue plenipotenciaria de la embajada de Lituania en Estados Unidos.
En 1999, bajo los gobiernos de los conservadores Andrius Kubilius y Rolandas Paksas, se le asignarían cargos de responsabilidad: viceministra de Finanzas (1999-2000) y viceministra de Asuntos Exteriores (2000-2001), esta última como contacto con la Unión Europea. Al término de ese mandato, el nuevo primer ministro lituano, el socialdemócrata Algirdas Brazauskas, le encomendaría el ministerio de Finanzas desde 2001 hasta 2004. Su gestión estuvo marcada por políticas para reducir la inflación y la deuda pública, con vistas a una futura adopción del euro.

## Comisaria de la Unión Europea
Cuando Lituania se convirtió en miembro de la Unión Europea en 2004, el primer ministro Brazauskas nombró a Grybauskaitė titular del puesto de comisario reservado al país en la Comisión Europea.
Durante los últimos meses de la Comisión Prodi, Grybauskaitė serviría como Comisaria de Educación y Cultura. A partir del 11 de noviembre de 2004, tras nombrarse la Comisión Barroso, gestionaría la Comisaría de Programación Financiera y Presupuestos hasta 2009 por un periodo de cinco años. La elección no fue impugnada y se hizo sobre la base de su experiencia como ministra de Finanzas.
La comisaria tuvo que afrontar la negociación de las perspectivas financieras de la Unión Europea para el periodo 2007-2013, las prioridades de gasto y las dotaciones de cada estado miembro, incluyendo las nuevas incorporaciones tras la ampliación. En el presupuesto de 2008, consiguió que Europa dedicara por primera vez más partidas al Fondo de Cohesión que a la Política Agraria Común.
Su responsabilidad en Europa no le mantuvo alejada de la política lituana. Desde su puesto criticó al primer ministro Gediminas Kirkilas por su política fiscal y la reacción ante la crisis económica de 2008.

## Presidencia de Lituania

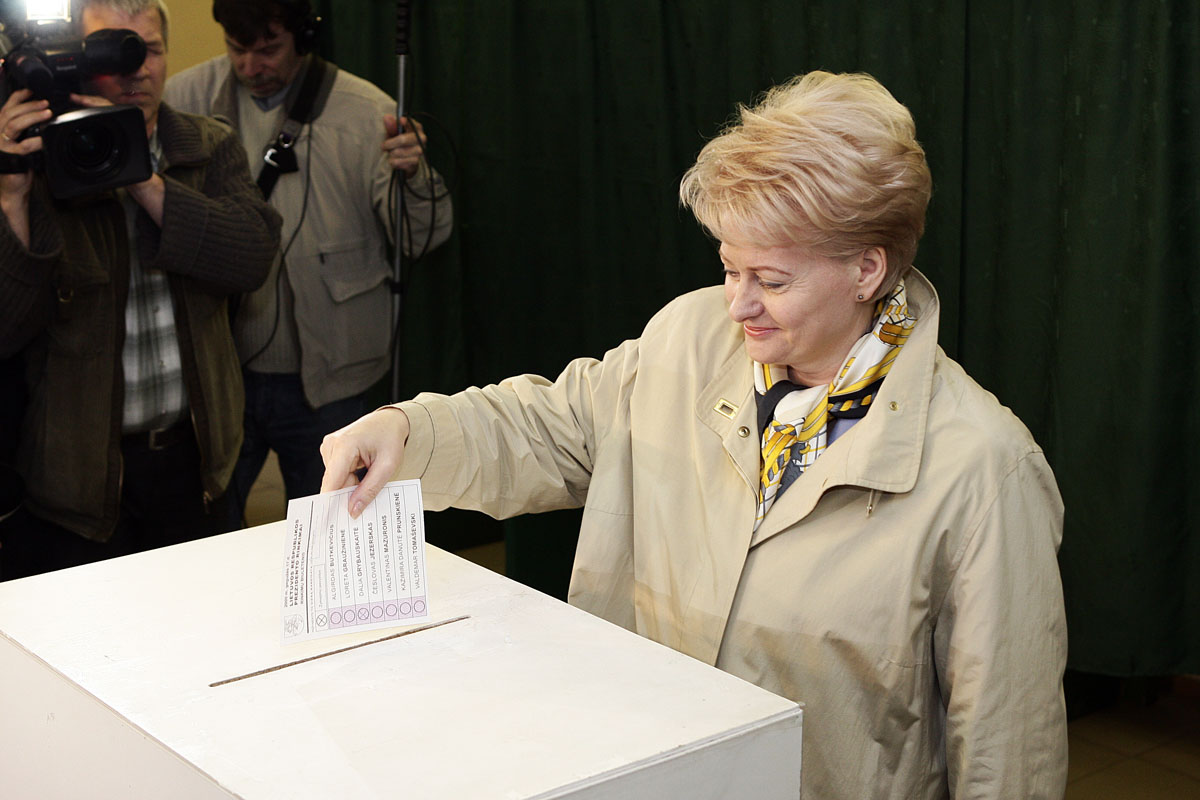
Grybauskaitė vota en las elecciones presidenciales lituanas de 2009.

Dalia Grybauskaitė es la presidenta de Lituania entre el 12 de julio de 2009 y el 12 de julio de 2019, cargo que representa la jefatura del Estado con poderes limitados. Bajo su mandato han figurado los siguientes primeros ministros: Andrius Kubilius (2008-2012), Algirdas Butkevičius (2012-2016) y Saulius Skvernelis (desde 2016). Se trata de la primera mujer en la historia del país que ostenta ese cargo.
El 26 de febrero de 2009, Grybauskaitė anunció oficialmente su candidatura para la Presidencia de Lituania, en sustitución de Valdas Adamkus. Si bien se había presentado como candidata independiente, contaba con el apoyo del partido Unión de la Patria y de miembros del Sąjūdis. En aquella época Lituania afrontaba una profunda recesión, agravada por los datos de desempleo y una caída récord del PIB. Por esta razón, la candidata centró su campaña en asuntos internos: combatir la crisis económica, simplificar la burocracia lituana y revisar el programa de inversiones. Además se valió de su gestión como Comisaria Europea para potenciar la representación exterior. Grybauskaitė venció las elecciones presidenciales en primera vuelta con mayoría absoluta, el 68% de los votos.
Cinco años después obtuvo la reelección en las presidenciales de 2014. Esta vez sí fue necesaria una segunda vuelta, que vencería con el 57% de los sufragios al socialdemócrata Zigmantas Balčytis.
Nada más asumir el cargo en 2009, la presidenta promovió junto a la mayoría del parlamento lituano (Seimas) un paquete de medidas de austeridad contra la crisis económica: recorte del gasto público del 30%, un descenso de los gastos administrativos del 20%, y reducción generalizada de las pensiones y prestaciones. Si bien las políticas de austeridad tuvieron un efecto dispar en otros estados europeos, en el caso de la economía de Lituania se consiguió equilibrar la balanza de pagos y en 2011 se recuperaron valores previos al estallido de la crisis. En 2014, el Tribunal Supremo obligó al gobierno a compensar parte de los recortes a pensionistas y funcionarios.
Desde el 1 de enero de 2015, Lituania ha adoptado el euro como moneda. Dos años antes, el primer ministro Algirdas Butkevičius y el gobernador del Banco de Lituania, Vitas Vasiliauskas, se pusieron de acuerdo sobre un ambicioso plan de adaptación.

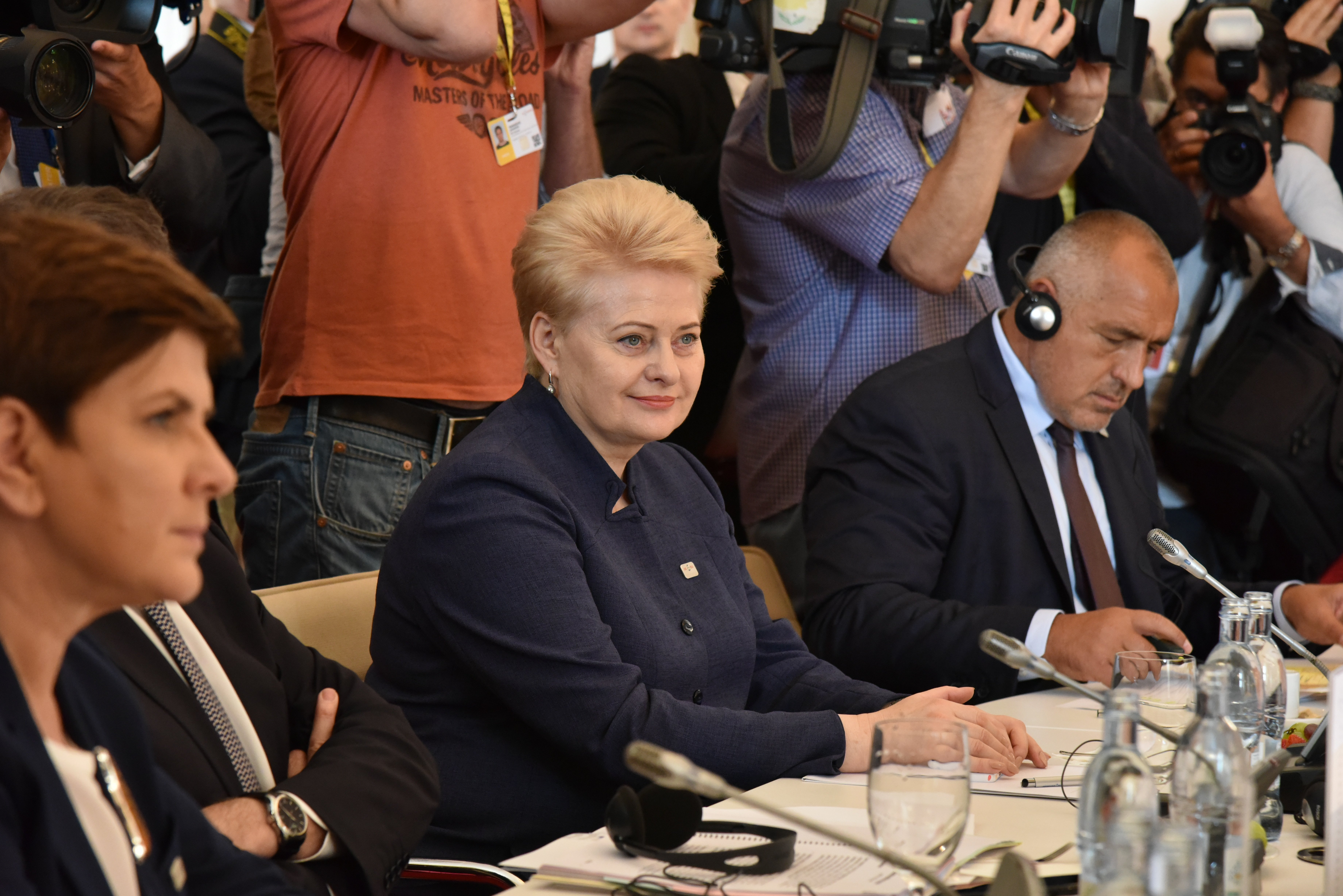
Dalia Grybauskaitė en una cumbre de la Unión Europea celebrada en Bratislava, Eslovaquia (2016).

En política exterior, las relaciones exteriores con Rusia empeoraron al albur de la crisis de Crimea de 2014. En diciembre de ese mismo año el ejército ruso hizo maniobras militares en el enclave de Kaliningrado, limítrofe con Lituania, algo que los estados vecinos del Báltico han interpretado como una amenaza velada. En respuesta, Lituania recuperó el servicio militar obligatorio en 2015 para aumentar los efectivos de las Fuerzas Armadas. La presidenta lituana ha sido una de las voces europeas más críticas, llegando a defender sanciones permanentes a Rusia mientras siga implicada en el conflicto ucraniano.
En el seno de la Unión Europea se ha caracterizado siempre por un estilo directo y franco. Por ejemplo, ha defendido la reelección de Donald Tusk como presidente del Consejo Europeo pese al boicot de Polonia.
Está previsto que Grybauskaitė deje la presidencia el 12 de julio de 2019, siendo reemplazada por Gitanas Nausėda.